# Kulthum (krater)
Kulthum är en nedslagskrater på planeten Merkurius, med en diameter på ungefär 31 kilometer.
2015 uppkallades kratern efter den egyptiska sångerskan Om Khalsoum.